# Leccionario 86

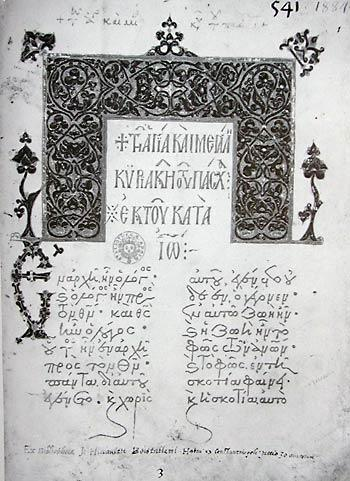

El Leccionario 86 (designado por la sigla ℓ 86 en la clasificación de Gregory-Aland) es un antiguo manuscrito del Nuevo Testamento, paleográficamente fechado del siglo XIV d. C. y fue escrito en griego.
Son un total de 382 hojas de 34,2 x 25,6 cm. El texto está escrito en dos columnas, con entre 20 líneas por columna. Este códex contiene lecciones de los evangelios.
Actualmente se encuentra en la Bibliothèque nationale de France (Gr. 311).